# كعكة الكسافا
كعكة الكسافا كعكة فلبينية تقليدية رطبة، تُحضّر من الكسافا المبشورة وحليب جوز الهند والحليب المكثف، وتُغطى بطبقة من الكاسترد. تُعد من الأطباق الشائعة في الفلبين، وتُقدّم غالبًا في حفلات الميريندا، إضافة إلى المناسبات والتجمعات الخاصة.

## الأصول والتاريخ
كانت الكسافا من المحاصيل التي أُدخلت إلى الفلبين من أمريكا اللاتينية عبر سفن مانيلا منذ القرن السادس عشر على الأقل.  تُعد كعكة الكسافا نوعًا من البيبينغكا (الكعكات المخبوزة التقليدية)، وقد نشأت من تكييف الوصفات المحلية باستخدام الكسافا بدلًا من عجينة الجالابونج التقليدية (الأرز الدبق المطحون). وتُعرف أيضًا، وإن كان بشكل أقل شيوعًا، باسم بيبينغكا الكسافا أو بيبينغكانغ كاموتنغ كاهوي، رغم أن الاسم الإنجليزي هو الأكثر تداولًا. في كيزون، تُعرف كعكة الكسافا غالبًا باسم بودين.

## وصف

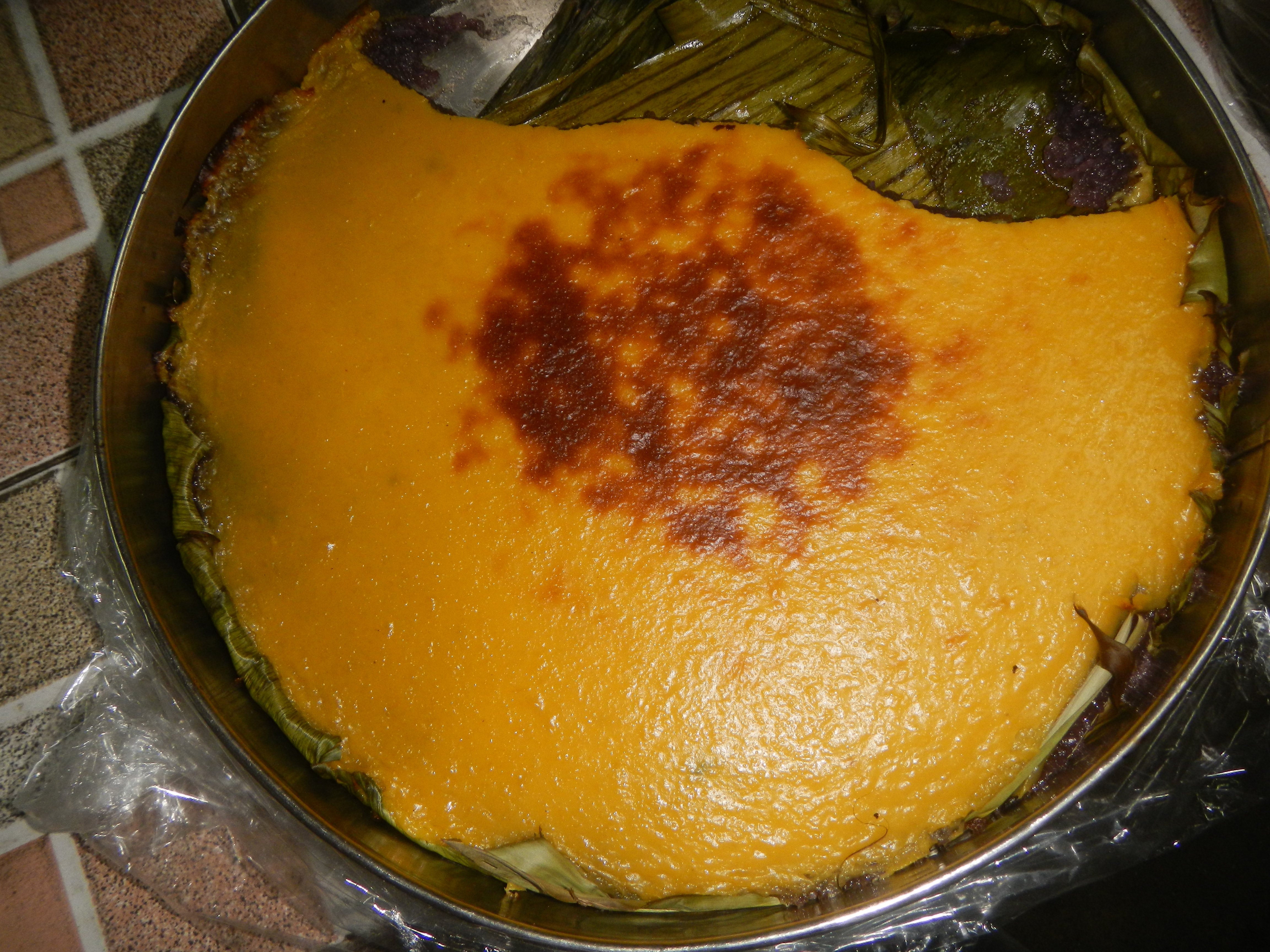
كعكة الكسافا من بولاكان تُخبز على أوراق الموز وتُغطى بكاسترد الحليب

تُصنع كعكة الكسافا من الكسافا المبشورة ممزوجة بحليب جوز الهند (الغاتا)، والحليب المكثف، وبياض البيض. تُضاف الزبدة (أو السمن النباتي)، والفانيليا، والحليب المبخر، والسكر. تُسكب المكونات في صينية ذات قاع مسطح، مبطنة بأوراق الموز أو مدهونة بالزيت، ثم تُخبز حتى يتماسك القوام ويتجانس، ويأخذ لونًا بنيًا فاتحًا.
يمكن تعديل قوام الكعكة بتغيير كمية الكسافا المبشورة. فالكعكات التي تحتوي على كمية أقل من الكسافا تميل إلى أن تكون أكثر نعومة ورطوبة، بينما تكون الكعكات التي تحتوي على كمية أكبر أكثر صلابة ومضغًا.

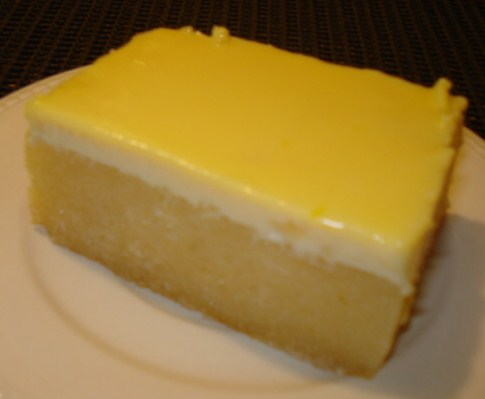
كعكة الكسافا مع طبقة سميكة من الكاسترد المصنوعة من الحليب

تُطهى الطبقة العلوية بشكل منفصل، وهي كاسترد تقليدي قائم على جوز الهند، مصنوع من صفار البيض مخلوطًا بالحليب المكثف والسكر وكريمة جوز الهند (كاكانغ جاتا). تُسكب هذه الطبقة فوق الكعكة وتُخبز مرة أخرى لبضع دقائق حتى تتماسك. تختلف سماكة الطبقة، حيث تكون رقيقة جدًا في بعض الإصدارات، وسميكة مثل الكعكة في إصدارات أخرى. تستخدم بعض النسخ الحديثة كاستردًا قائمًا على الحليب عندما لا تتوفر كريمة جوز الهند، أو لا تُخبز طبقة علوية على الإطلاق.
يمكن إضافة مكونات قبل الخبز الثاني مثل جبن الشيدر، شرائح الماكابونو، جوز الهند المبشور، وغيرها. كما يُزيّن بالكثير من الجبن المبشور أو اللاتيك. تُترك الكعكة لتبرد ثم تُقدّم مقطعة إلى مربعات. الكسافا (المعروفة باسم كاموتنغ كاهوي وبالينغوي في التاغالوغ وبالانغوي في الفيساين) سامة إذا أُكلت نيئة لاحتوائها على الجلوكوسيد السيانوجيني. ومعظم أنواع الكسافا في الفلبين من النوع الحلو الذي يحتوي على نسبة أقل من هذه المادة، ومع ذلك يجب تحضير الكسافا جيدًا قبل الطهي.

## المتغيرات

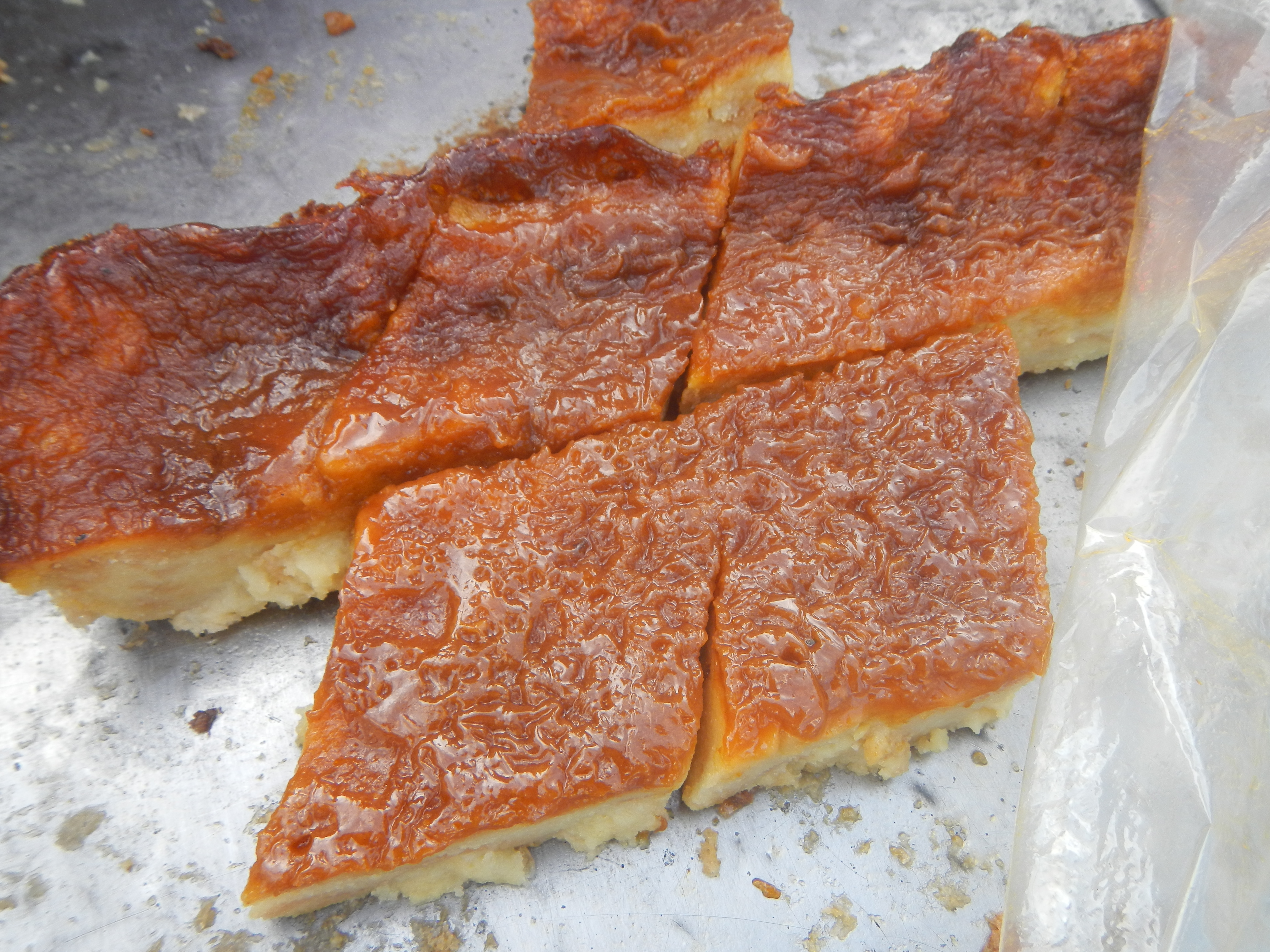
كعكة الكسافا المقطعة قطريًا

يمكن تعديل كعكة الكسافا بإضافة مكونات مختلفة. من أشهرها "كعكة الكسافا بوكو بيبينغكا" التي تُضاف إليها جوز الهند الصغير (بوكو)، و"كعكة الكسافا بالأناناس" التي تُضاف إليها قطع الأناناس المطحونة.
في فيغان، إيلوكوس سور، تُعرف كعكة الكسافا المحلية باسم "البيبينغكا الملكية"، وهي على شكل كب كيك مغطاة بالجبن والسمن النباتي.

## أطباق مماثلة
تشبه كعكة الكسافا إلى حد كبير كعكة بان خواي مي الفيتنامية، التي تُعرف أحيانًا أيضًا باسم "كعكة الكسافا"، لكنها لا تستخدم الحليب ولا تحتوي على طبقة كاسترد. كما تشبه كعكة الكسافا كعكة الكسافا الكاريبية والأفريقية (المعروفة أيضًا بكعكة اليوكا)، لكن الأخيرة تكون أكثر كثافة وجفافًا في الملمس.